# Bremmelsberg
Der Bremmelsberg ist ein 373 Meter hoher Berg im Pfälzerwald.

## Geographie

### Lage
Der Berg liegt im Nordwesten der Gemarkung der Ortsgemeinde Niederschlettenbach. Auf seinem Südostfuß beginnt das Siedlungsgebiet des Ortes. Der Bremmelsberg ist von drei Wasserläufen umgeben: im Süden von der Lauter, im Westen vom Rechtenbach und im Osten vom Erlenbach.

### Naturräumliche Zuordnung
1. Großregion 1. Ordnung: Schichtstufenland beiderseits des Oberrheingrabens
2. Großregion 2. Ordnung: Pfälzisch-saarländisches Schichtstufenland
3. Großregion 3. Ordnung: Pfälzerwald
4. Region 4. Ordnung (Haupteinheit): Wasgau
5. Region 5. Ordnung: Dahner Felsenland

## Geschichte
Am Bremmelsberg wurde jahrhundertelang Erz abgebaut. Die frühesten Spuren sind dabei auf die Römer zurückzuführen, was mehrere Pingen belegen. Die Eisenerzgrube am Bremmelsberg wurde 1836 von der Familie Gienanth aufgekauft.

## Kultur
An seinem Südfuß liegen die Rittersteine 22 und 196, die beide auf die Vergangenheit des Berges zum Zwecke des Eisenerzabbaus verweisen.

## Bauwerke
Am Südfuß befinden sich das frühere Forstamt Erzgrube und die Kapelle St. Anna, die beide denkmalgeschützt sind. Letztere hatte den Zweck, den Arbeitern der Eisenerzgrube den Gottesdienst zu ermöglichen.

## Verkehr
Entlang seines Südfußes verläuft die Landesstraße 478 und entlang seines Ostfußes die Landesstraße 490.